# توئگین
توئگین شهری در شهرستان کومبیسیری در استان بازگا در بورکینافاسوی مرکزی است و جمعیت آن ۶۷۲ نفر است.